# Carex lancifolia
Carex lancifolia är en halvgräsart som beskrevs av Charles Baron Clarke. Carex lancifolia ingår i släktet starrar, och familjen halvgräs. Inga underarter finns listade i Catalogue of Life.